# Luis Gómez Llorente
Luis Gómez Llorente (Segovia; 29 de enero de 1939-Madrid; 5 de octubre de 2012) fue un historiador, filósofo, profesor y político español, histórico militante del socialismo de izquierda.

## Actividad política en la clandestinidad
Luis Gómez Llorente estudió en la antigua Facultad de Filosofía y Letras de la Universidad Complutense de Madrid, donde se licenció en la especialidad de Filosofía Pura. Cursó también estudios de Derecho. Fue durante esos años de formación cuando inició su actividad política en la Agrupación Socialista Universitaria, ingresando en 1958 en el Partido Socialista Obrero Español, en el que llegó a ser Secretario de Educación y Formación y miembro de la Comisión Ejecutiva; así como en la UGT, concretamente en el Sindicato de Enseñanza, con el que mantuvo estrechos vínculos hasta su muerte.También colaboró en la revista Cuadernos para el Diálogo. 
Dedicado a la docencia, impartió clases de Filosofía, en la antigua Universidad Laboral de Alcalá de Henares, después Instituto de Bachillerato "Severo Ochoa", en la Academia Dobao-Díaz Guerra (privada) y en el Instituto de Educación Secundaria "Virgen de la Paloma" de Madrid. Como proyección de esta dedicación profesional, Gómez Llorente fue elegido en 1974 Vicedecano del Colegio Oficial de Doctores y Licenciados, formando parte de la candidatura progresista, en una época histórica, la de los prolegómenos de la transición a la democracia en España, en que los Colegios profesionales desempeñaron un papel importante como instrumento y caja de resonancia de la lucha contra la Dictadura.

## Teórico de Izquierda Socialista
En las elecciones del 15 de junio de 1977 Luis Gómez Llorente fue elegido Diputado por Asturias. Elegido nuevamente Diputado en 1979, fue Vicepresidente Primero del Congreso de los Diputados durante la I legislatura.
Persona más inclinada hacia un trabajo interno y callado, el momento de mayor proyección pública de Gómez Llorente ocurrió en 1979 durante el XXVIII Congreso del PSOE, en el que, junto a Francisco Bustelo, Pablo Castellano y otros representantes del ala izquierda del partido, se opuso al pragmatismo socialdemócrata propugnado por Felipe González (que significaba que el PSOE dejaba de ser un partido marxista y de clase), encabezando lo que sería más adelante el núcleo alrededor del cual se formó la corriente Izquierda Socialista (IS).
Gómez Llorente fue el teórico de IS, reivindicando el modelo de partido y la estrategia política aprobado en el Congreso anterior de diciembre de 1976. En aquel Congreso se defendía un modelo inédito de socialismo, un socialismo autogestionario, que propiciase un bloque social de progreso con otras fuerzas de izquierda y que definiera una política exterior neutralista para España. Un proyecto que implicaba una labor pedagógica del partido y conectaba el legado marxista con una corriente libertaria que venía del mayo de 1968.
A su juicio, se estaba abdicando de las señas de identidad propias para acercarse a las preferencias de los segmentos electorales que permiten acceder a la mayoría; se centraba la acción política en el campo institucional abandonando la movilización social; y se concentraba todas las acciones del partido en la exaltación de un único líder que asumiera la imagen y la referencia de la organización.
Tras la victoria pírrica del sector de izquierda en el XXVIII Congreso y el posterior regreso triunfal de Felipe González a la Secretaría General del PSOE en el Congreso Extraordinario del mismo año 1979, Luis Gómez Llorente abandonó prácticamente la política activa, aunque mantuvo su escaño hasta 1982, renunciando a volver a presentarse en las elecciones generales de ese año, sin renunciar, sin embargo, a su afiliación al partido y a su militancia en Izquierda Socialista.

## Teórico del laicismo
Tras muchos años de relativo ostracismo, Luis Gómez Llorente volvió a un plano más visible de la labor pública a partir de 2004, multiplicando las conferencias y los artículos tanto en revistas educativas especializadas como en otras más generales de sociología y política, siempre en torno a la defensa de la enseñanza pública y el laicismo. (Véase infra
a este respecto el apartado de enlaces externos).

## Obras
Luis Gómez Llorente ha sido también un historiador del movimiento obrero y socialista. Aparte de obras en colaboración, sus principales aportaciones en este campo son Aproximación a la historia del socialismo español (hasta 1921) (EDICUSA, 1972), Rosa Luxemburgo y la socialdemocracia alemana (EDICUSA, 1975) y Apuntes sobre el movimiento obrero (UGT Confederal, 1992). Es también autor del libro Educación pública (Morata, 2000).

## Actividad parlamentaria
- Legislatura Constituyente (PSOE)
- I Legislatura (PSOE)

## Vida personal
Luis Gómez Llorente estaba casado con Teresa Gil, profesora de la Escuela Oficial de Idiomas, con la que tuvo una hija, Patricia Gómez Gil, abogada laboralista.